# 271
Il 271 (CCLXXI in numeri romani) è un anno  del III secolo.

## Eventi
- Gennaio - Gli Iutungi, una tribù degli Alemanni, penetrano in Italia, sconfiggendo l'imperatore Aureliano nella battaglia di Piacenza.
- Gennaio - Gli Iutungi sono sconfitti nella battaglia di Fano da Aureliano e costretti a ritirarsi verso nord.
- Cina - attestazione dell'uso della bussola.
- Aureliano annienta definitivamente gli Iutungi nella battaglia di Pavia.
- A seguito delle prime scorrerie in Italia di alcune popolazioni barbariche, l'imperatore Aureliano decide di far erigere intorno a Roma un'imponente cinta muraria (le cosiddette Mura aureliane), ancor oggi in larga parte visibile.
- Rivolta di Felicissimo a Roma (data probabile).
- In seguito all'uccisione di Vittorino e Vittorino iunior da parte del generale Attitiano, il trono delle Gallie passa a Vittoria.
- Il comandante Domiziano II si proclama imperatore, ma viene fatto uccidere da Aureliano per mano del comandante Giulio Placidiano.
- I soldati acclamano imperatore delle Gallie, a Bordeaux, il governatore Tetrico. Questi, sconfitta una rivolta di Germani, sposta la capitale da Colonia a Treviri.
- Preoccupata dalle intenzioni di Aureliano, Zenobia dichiara l'indipendenza del Regno di Palmira.

## Morti
- Cannabaude, principe e condottiero germanico
- Domiziano II, militare romano
- Felicissimo, funzionario romano
- Ormisda I, sovrano sasanide
- Pei Xiu, politico, geografo e scrittore cinese (n. 224)
- Vittorino iunior

## Calendario
| Calendario 271 | Calendario 271 | Calendario 271 | Calendario 271 | Calendario 271 | Calendario 271 | Calendario 271 | Calendario 271 | Calendario 271 | Calendario 271 | Calendario 271 | Calendario 271 | Calendario 271 | Calendario 271 | Calendario 271 | Calendario 271 | Calendario 271 | Calendario 271 | Calendario 271 | Calendario 271 | Calendario 271 | Calendario 271 | Calendario 271 | Calendario 271 | Calendario 271 | Calendario 271 | Calendario 271 | Calendario 271 | Calendario 271 | Calendario 271 | Calendario 271 | Calendario 271 | Calendario 271 |
| -------------- | -------------- | -------------- | -------------- | -------------- | -------------- | -------------- | -------------- | -------------- | -------------- | -------------- | -------------- | -------------- | -------------- | -------------- | -------------- | -------------- | -------------- | -------------- | -------------- | -------------- | -------------- | -------------- | -------------- | -------------- | -------------- | -------------- | -------------- | -------------- | -------------- | -------------- | -------------- | -------------- |
|                | 1              | 2              | 3              | 4              | 5              | 6              | 7              | 8              | 9              | 10             | 11             | 12             | 13             | 14             | 15             | 16             | 17             | 18             | 19             | 20             | 21             | 22             | 23             | 24             | 25             | 26             | 27             | 28             | 29             | 30             | 31             |                |
| Gennaio        | Do             | Lu             | Ma             | Me             | Gi             | Ve             | Sa             | Do             | Lu             | Ma             | Me             | Gi             | Ve             | Sa             | Do             | Lu             | Ma             | Me             | Gi             | Ve             | Sa             | Do             | Lu             | Ma             | Me             | Gi             | Ve             | Sa             | Do             | Lu             | Ma             |                |
| Febbraio       | Me             | Gi             | Ve             | Sa             | Do             | Lu             | Ma             | Me             | Gi             | Ve             | Sa             | Do             | Lu             | Ma             | Me             | Gi             | Ve             | Sa             | Do             | Lu             | Ma             | Me             | Gi             | Ve             | Sa             | Do             | Lu             | Ma             |                |                |                |                |
| Marzo          | Me             | Gi             | Ve             | Sa             | Do             | Lu             | Ma             | Me             | Gi             | Ve             | Sa             | Do             | Lu             | Ma             | Me             | Gi             | Ve             | Sa             | Do             | Lu             | Ma             | Me             | Gi             | Ve             | Sa             | Do             | Lu             | Ma             | Me             | Gi             | Ve             |                |
| Aprile         | Sa             | Do             | Lu             | Ma             | Me             | Gi             | Ve             | Sa             | Do             | Lu             | Ma             | Me             | Gi             | Ve             | Sa             | Do             | Lu             | Ma             | Me             | Gi             | Ve             | Sa             | Do             | Lu             | Ma             | Me             | Gi             | Ve             | Sa             | Do             |                |                |
| Maggio         | Lu             | Ma             | Me             | Gi             | Ve             | Sa             | Do             | Lu             | Ma             | Me             | Gi             | Ve             | Sa             | Do             | Lu             | Ma             | Me             | Gi             | Ve             | Sa             | Do             | Lu             | Ma             | Me             | Gi             | Ve             | Sa             | Do             | Lu             | Ma             | Me             |                |
| Giugno         | Gi             | Ve             | Sa             | Do             | Lu             | Ma             | Me             | Gi             | Ve             | Sa             | Do             | Lu             | Ma             | Me             | Gi             | Ve             | Sa             | Do             | Lu             | Ma             | Me             | Gi             | Ve             | Sa             | Do             | Lu             | Ma             | Me             | Gi             | Ve             |                |                |
| Luglio         | Sa             | Do             | Lu             | Ma             | Me             | Gi             | Ve             | Sa             | Do             | Lu             | Ma             | Me             | Gi             | Ve             | Sa             | Do             | Lu             | Ma             | Me             | Gi             | Ve             | Sa             | Do             | Lu             | Ma             | Me             | Gi             | Ve             | Sa             | Do             | Lu             |                |
| Agosto         | Ma             | Me             | Gi             | Ve             | Sa             | Do             | Lu             | Ma             | Me             | Gi             | Ve             | Sa             | Do             | Lu             | Ma             | Me             | Gi             | Ve             | Sa             | Do             | Lu             | Ma             | Me             | Gi             | Ve             | Sa             | Do             | Lu             | Ma             | Me             | Gi             |                |
| Settembre      | Ve             | Sa             | Do             | Lu             | Ma             | Me             | Gi             | Ve             | Sa             | Do             | Lu             | Ma             | Me             | Gi             | Ve             | Sa             | Do             | Lu             | Ma             | Me             | Gi             | Ve             | Sa             | Do             | Lu             | Ma             | Me             | Gi             | Ve             | Sa             |                |                |
| Ottobre        | Do             | Lu             | Ma             | Me             | Gi             | Ve             | Sa             | Do             | Lu             | Ma             | Me             | Gi             | Ve             | Sa             | Do             | Lu             | Ma             | Me             | Gi             | Ve             | Sa             | Do             | Lu             | Ma             | Me             | Gi             | Ve             | Sa             | Do             | Lu             | Ma             |                |
| Novembre       | Me             | Gi             | Ve             | Sa             | Do             | Lu             | Ma             | Me             | Gi             | Ve             | Sa             | Do             | Lu             | Ma             | Me             | Gi             | Ve             | Sa             | Do             | Lu             | Ma             | Me             | Gi             | Ve             | Sa             | Do             | Lu             | Ma             | Me             | Gi             |                |                |
| Dicembre       | Ve             | Sa             | Do             | Lu             | Ma             | Me             | Gi             | Ve             | Sa             | Do             | Lu             | Ma             | Me             | Gi             | Ve             | Sa             | Do             | Lu             | Ma             | Me             | Gi             | Ve             | Sa             | Do             | Lu             | Ma             | Me             | Gi             | Ve             | Sa             | Do             |                |